# Iglesia de la Asunción (Jabaloyas)
La iglesia de la Asunción (también, Asunción de Nuestra Señora) es la parroquial de Jabaloyas, municipio de la provincia de Teruel (Comunidad Autónoma de Aragón, España).
Templo católico renacentista (siglo XV-siglo XVI) porticado y con torre-campanario a los pies (siglo XVI, segunda mitad), lado de la epístola, circundado por muralla almenada, eclesiásticamente pertenece a la Diócesis de Teruel y Albarracín.

## Historia
Según Tomás Laguía (1964), Jabaloyas «fue parroquia desde los primeros tiempos de la dominación cristiana de la sierra (de Albarracín) y tuvo su iglesia muy antigua, pero de este templo y de su inmediato sucesor no tenemos noticias». Nada sabemos -ciertamente- de la ubicación de las primeras iglesias de conquista en el lugar, pudiendo estar la primera en el recinto fortificado del castillo -en la cima del cerro Javalón-, y la posterior en el lugar donde se estableciera el nuevo poblamiento.
Los primeros registros documentales de la parroquial de Jabaloyas datan de comienzos de la segunda mitad del siglo XVI. Durante el pontificado del obispo segobricense don Juan de Muñatones (1556-1571), se erigió en la iglesia de Jabaloyas una capilla bajo el título de Nuestra Señora de Loreto, la construcción fue a expensas de Jaime Martínez (rector de la parroquial), y de su hermana Justa.-
En las décadas siguientes se fundaron nuevas capillas y capellanías en la iglesia de Jabaloyas. Sin embargo, la primera descripción conocida de esta iglesia corresponde a Sebastián de Utienes (1618), reseñándola como un templo con todos sus elementos:

«la Iglesia parroquial es de una nabada y fuerte so invocación de Nuestra Señora de los Angeles cuyo retablo es de pincel, tiene sacrario de maçoneria y por remate un Santiago el Mayor de lo mesmo, patron de la Iglesia y del Lugar. Tiene torre, campanas, relox, organo, pila bautismal y sacristía con buenos ornamentos y jocalias».
Las iglesias de la Sierra de Albarracín, César Tomás Laguía

Cuando dice «de una nabada y fuerte» se refiere que era de una sola nave, y que estaba fortificada. El retablo mayor era pintado, con sagrario «de maçoneria» (basado en yeso y madera), teniendo en su parte alta una imagen de bulto de Santiago el Mayor, «patrón de la Iglesia y del Lugar» -hoy el patrón del lugar es san Cristóbal-, viendo que el templo se hallaba entonces bajo la advocación de «Nuestra Señora de los Angeles», cuyo título completo sería «Nuestra Señora la Reina de los Ángeles» -Regina Angelorum, que dicen las letanías-: hoy está bajo dedicada a la «Asunción de Nuestra Señora». Además, la iglesia poseía torre con campanas, reloj (de sol), órgano, pila bautismal (sin pila no hay parroquia), además de sacristía con ornamentos buenos y «jocalias» (joyas de iglesia).
A lo largo del siglo XVII se instituyeron en la iglesia de Jabaloyas nuevas capellanías testamentarias en distintas capillas.-
Mediado el siglo XIX, Madoz (1847) nombra a la parroquial de Jabaloyas, diciendo «igl. parr. (La Asuncion de Ntra. Sra.) servida por un cura de término, y un cementerio estramuros que en nada perjudica á la salud pública», viendo que ha cambiado su advocación: a principios del siglo XVII (1618) la titular del templo era Nuestra Señora de los Ángeles, mientras que en tiempo del estadista era la Asunción de Nuestra Señora, la misma que en la actualidad.

## Ubicación y descripción
La iglesia parroquial de Jabaloyas se halla en el extremo nororiental del pueblo, siendo un edificio exento circundado por una muralla almenada. Por su significación histórica e importancia monumental (arquitectónica), fue declarada Bien Catalogado del Patrimonio Cultural Aragonés (2002). Los muros son de mampostería ordinaria, con arpilleras (saeteras, troneras), las más singulares de tipo «palo y orbe», similares a las que pueden verse en la Puerta de los Ojos y en el antepecho de la fortaleza del Castillo de Moya (Cuenca):

«El recinto posee su entrada en el muro meridional, luce una hermosa portada clasicista en buena sillería con arco de medio punto basado en amplias dovelas labradas (dentadas, escalonadas al exterior), impostas voladas y somero tejadillo basado en lajas de piedra. La puerta actual es de madera de pino, con dos hojas en las que se abren otras puertas menores. El viejo portón y sus herrajes de forja se conserva parcialmente en un cuarto del templo (presbiterio, lado del evangelio). Resulta evidente que nos hallamos ante una iglesia fortificada, que serviría de refugio para la población en caso de amenaza».
Jabaloyas, pueblo de Teruel (y II), Alfredo Sánchez Garzón

Circundando el edificio por la izquierda puede observarse la base de la magnífica torre campanario, de base cuadrangular y excelente cantería. Situados a los pies del templo puede observarse otro detalle curioso, un par de vanos abiertos en el muro (por encima de una ventana circular tipo ojo de buey), dichos vanos corresponden al campanario de la antigua iglesia, que fue incorporado como muro de los pies (occidental) al construirse el nuevo templo. El recinto entre el muro almenado que le circunda y el muro del evangelio (septentrional) fue utilizado como cementerio parroquial, pudiendo verse todavía algunas señalizaciones funerarias del primer tercio del siglo XX. El muro septentrional del templo posee una construcción salediza correspondiente a la última capilla del evangelio (inicialmente, Virgen del Rosario; hoy, Virgen Milagrosa), cuyo ventanales labrados son de fina factura renacentista.
La entrada del templo está en el muro meridional, descentrada hacia los pies. Posee atrio exterior cubierto, ubicado en el ángulo que forma la base de la torre en su cara oriental y el muro de la epístola, y se cubre con bóveda de medio cañón con lunetos. La entrada propiamente se abre en el hueco de un arco de medio punto, con cornisamiento en la diagonal del arco. El doble portón de entrada se halla enmarcado por un arco recto, flanqueado por sendas pilastras con alta basa y capiteles dóricos. El hueco del arco superior posee en su centro una hornacina vacía con cúpula avenerada, flanqueada por los pináculos de las pilastras, labrados en piedra rodena. En su conjunto, la portada se asimila al «tipo serliano», con «arco cobijo». El piso del atrio exterior está pavimentado por grandes losas de piedra muy desgastadas.
En el interior impresiona la magnitud de su nave central, «cubierta con bóveda de crucería sencilla y nervio longitudinal» que avanza en cinco tramos hasta el presbiterio. Bajo los desconches de la bóveda asoma el dibujo de los sillares que constituían su primitiva pintura. A la izquierda de la entrada se halla el coro alto, protegido por una gran baranda de madera en la parte anterior, sobre un gran arco rebajado (arco carpanel). El coro se ilumina por un gran óculo, ventana circular que hemos visto en la fachada de los pies, por debajo de los vanos correspondientes a las campanas de la antigua torre. 
Las capillas laterales se abren a la nave mediante arcos de medio punto, con impostas voladas y pilastras con capiteles recargados. Por encima de los arcos de las capillas laterales corre una alta cornisa de los pies a la cabecera. A los pies de la nave se alza una pila labrada con adornos de gajo sobre columna y basa de piedra, centrando el pasillo que lleva al presbiterio, que se alza por encima del piso del templo, cubierto por tarima de madera muy deteriorada en algunos puntos. El suelo serviría de lugar de enterramiento, como sucedía en todos los templos de su tiempo.
Presbiterio en semi-hexágono, con altar exento en la parte anterior y otro de obra adosado en la posterior, sobre el que se alza el sagrario y una hornacina dorada, y sobre este otra mayor con una imagen de la titular (Virgen de la Asunción) sobre fondo rojo, obra del escultor Isaac Rodríguez, un artista local. A ambos lados de la hornacina central, sendas columnas barrocas coronadas por ángeles, restos –probablemente- del antiguo retablo de mazonería, desaparecido durante la Revolución Española de 1936 y Guerra civil española (1936-1939), y una hornacina dorada, asimismo del viejo retablo.
A ambos lados del espacio presbiteral: una de la Virgen del Pilar (a la izquierda), otra del Sagrado Corazón de Jesús (a la derecha): ambas sobre ménsula de madera con fondo estrellado. La sacristía está a la derecha (epístola) del presbiterio. En el lado del evangelio (izquierda) se abre otro espacio simétrico a modo de trastero.
La primera capilla del evangelio luce cúpula renacentista con los nervios y arcadas muy estropeados, posee altar de obra adosado, sin imágenes. La segunda capilla de ese mismo lado luce bóveda de crucería sencilla con cuatro nervios sujetándola, posee altar de obra adosado, asimismo sin imágenes. El espacio correspondiente a la tercera capilla (situada frente a la entrada del templo) conforma una gran hornacina, debido a que la arcada que da a la nave central se ha cegado por detrás, luce adornos de yeso, sin imágenes.
La última capilla del evangelio es un amplio recinto iluminado por ventanales renacentistas. La capilla carece de adornos de interés. Altar exento, con una sencilla hornacina con imagen de la Virgen Milagrosa, y sobre ella un Cristo crucificado. En el lado derecho del testero hay un sagrario sobre repisa. La capilla se reconstruyó por iniciativa del párroco (don Baltasar Induráin, sacerdote Paúl de Teruel) en 1991. El recinto parece corresponder a la capilla de la Virgen del Rosario, construida a principios del siglo XVII por la cofradía de su nombre (en sustitución de la antigua).
Las capillas de la derecha (epístola) carecen de interés, la primera posee una imagen del Sagrado Corazón de Jesús sobre mesa-altar adosada, estando vacía la segunda. Entre ambas capillas se halla el púlpito con tornavoz, de obra.

## Coro alto y torre-campanario
El coro alto se halla a los pies, soportado por un magnífico arco rebajado (arco carpanel), posee baranda labrada en madera con pasamano: en el lado de la epístola se hallaba el órgano, desaparecido durante la Revolución Española de 1936. Subida al campanario se halla en el descansillo de acceso al coro, la escalera es de caracol (columnilla central y peldaños superpuestos) llegando hasta el piso de campanas, situado en el tercer cuerpo de torre. El piso de campanas luce dos vanos rasgados con arco de medio punto en piedra de sillería en cada cara de torre, aunque solo posee campanas en la fachada meridional –estando los septentrionales cegados-, la epigrafía de los bronces dice (campana grande):

«NUESTRA SEÑORA DE LA ASCENSIÓN/ SUFRAGADA POR EL AYUNTAMIENTO DE ESTA LOCALIDAD/ SIENDO ALCALDE DON ANTONIO JARQUE DOMINGO/ E INTEGRADO POR DON FRANCISCO HERNÁNDEZ NAVARRO/ JOAQUÍN RODRÍGUEZ DOMINGO Y FORTUNATO RODRÍGUEZ/ LÁZARO DON JOSÉ NÚÑEZ RUIZ COMO SECRETARIO/ CURA ECÓNOMO RVDO. D. JERÓNIMO CARELA PLOU/ JABALOYAS – MARZO – 1.969»

La epigrafía de la campana pequeña, dice:

«ADVOCACIÓN * PILAR * VICTORIA SE REFUNDIÓ SIENDO CURA ECÓNOMO/ RVDO. D. JERÓNIMO CARELA PLOU/ ALCALDE D. ANTONIO JARQUE DOMINGO/ JABALOYAS – MARZO – 1.969»

Se trata de campanas modernas, sin especial valor histórico o cultural. Del piso de campanas al cuarto cuerpo de torre se sube mediante unas escaleras metálicas de un solo tramo dispuestas contra la fachada norte, aquí se halla el reloj (siglo XVII). La cubierta que sostiene el piso de la terraza y el chapitel cupuliforme con veleta de forja se basa en una bovedilla reforzada con ocho nervios. La terraza drena mediante cuatro gárgolas góticas dispuestas en las esquinas.

## Otras reseñas
El escritor y poeta José Albi (1992) destacó «las colosales proporciones de la parroquial» –vista desde la Ermita de la Virgen de los Dolores (Jabaloyas).
El doctor Antonio Almagro Gorbea (1993) arquitecto, investigador y diplomado en restauración de monumentos reseña la parroquial de Jabaloyas en los siguientes términos:

«De aspecto muy gotizante, quizás del siglo XV o comienzos del XVI, es la iglesia de Jabaloyas. Posee una sola nave, cubierta con bóvedas ojivales y con capillas laterales. El atrio y la torre son, sin duda, del XVI. Por encima de las bóvedas y hasta el tejado queda un gran espacio cuya finalidad no es clara, salvo que fuera el fruto de haber sobreelevado los muros exteriores, que presentan almenas macizadas con posterioridad, con fines defensivos. La iglesia está además rodeada por un muro con almenas y troneras que parecen responder a la misma intención».
Urbanismo y arquitectura en la Sierra de Albarracín, Antonio Almagro Gorbea

El autor local Aspas Rodríguez (2014) denuncia a la Dirección General de Bellas Artes de la Diputación General de Aragón por el estado de abandono en que se tiene el magnífico conjunto arquitectónico de la parroquial de Jabaloyas, no obstante estar declarada Bien Catalogado del Patrimonio Cultural Aragonés, por el Departamento de Cultura y Turismo (2002).